# Flygstaden, Halmstads kommun
Flygstaden är ett köpcentrum och industriområde i västra Halmstad, i anslutning till kustvägen (länsväg 610). Namnet kommer av närheten till Halmstads flygplats. Handelsområdet började utvecklas 2002, sedan tidigare fanns då en del industrier i området.